# Grutas de Elefanta

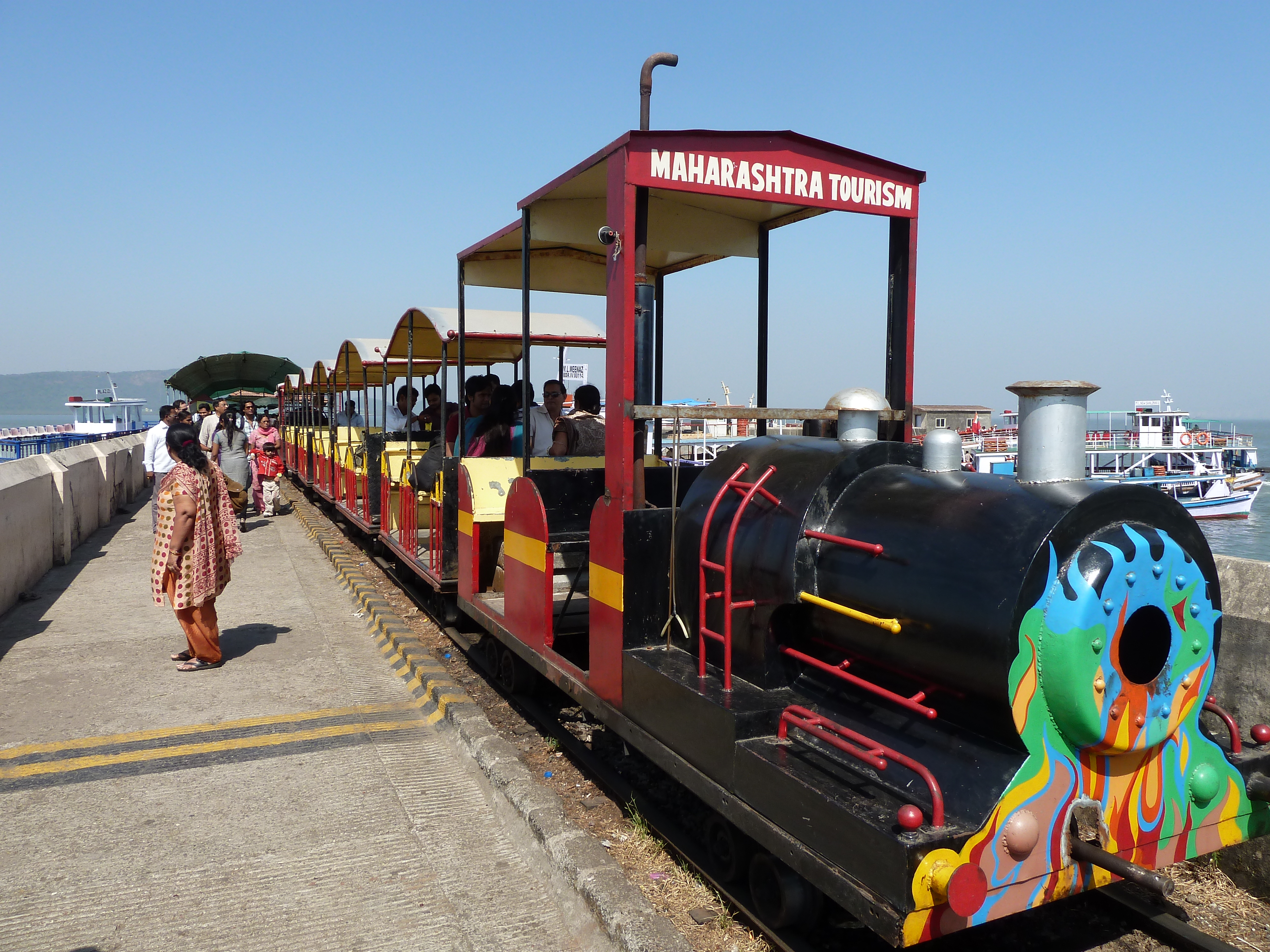
Tren turístico que realiza el recorrido desde la playa a las cuevas de Elefanta.

Las Grutas de Elefanta se ubican en la isla Elefanta, en el puerto de Bombay, distrito de Kolaba, estado Maharashtra, India. El complejo de templos ocupa un área de 5.600 m² que consisten en una cámara principal, dos cámaras laterales, patios y santuarios secundarios. Estas grutas contienen relieves, esculturas y un templo en honor a Shivá. 

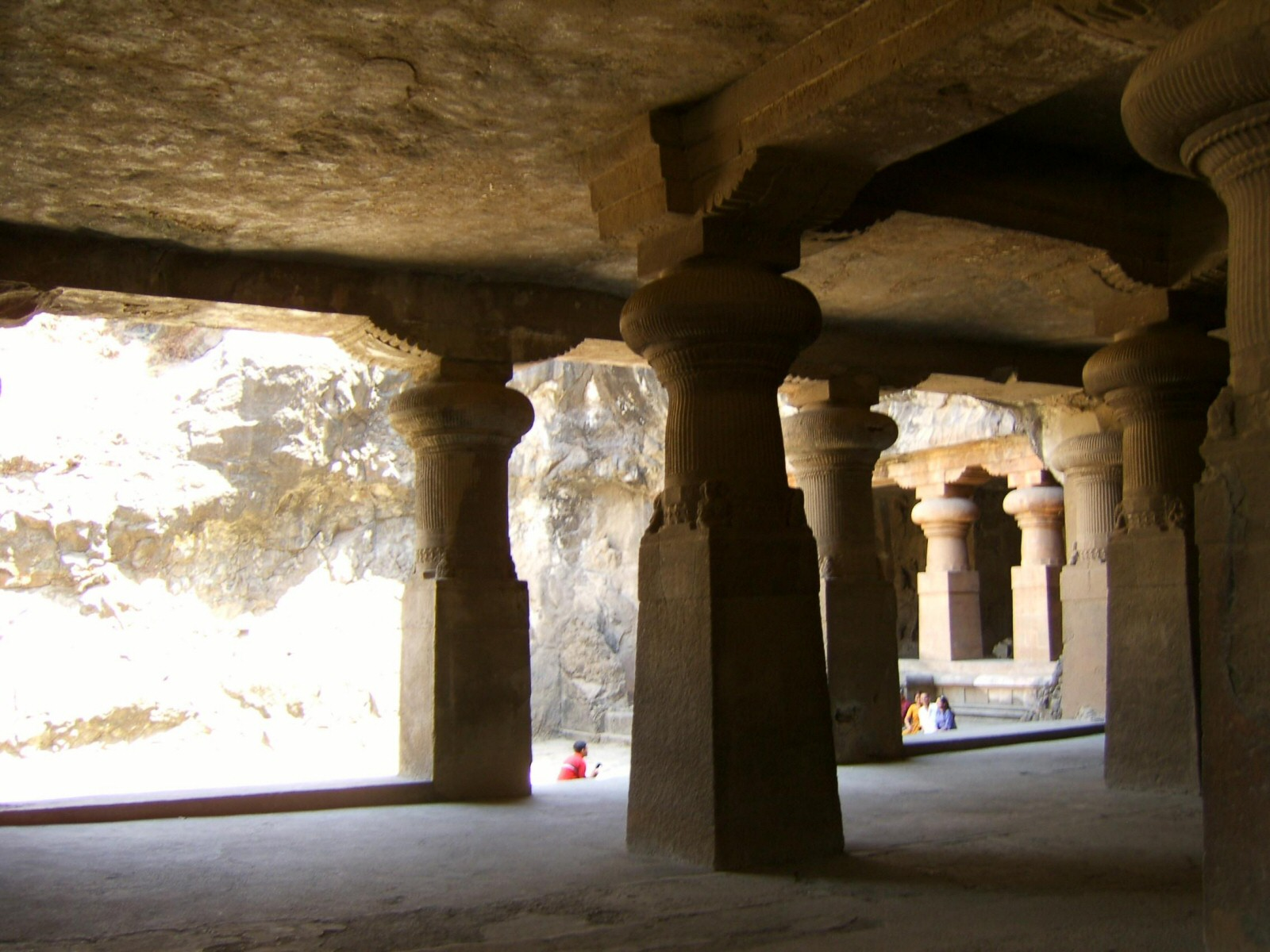
En gran vestíbulo de la Gruta n.º 1.

Plano del complejo excavado.

Se cree que las cavernas fueron construidas entre los años 810 y 1260. En el siglo XVI portugueses dañaron gravemente las estatuas, usadas para practicar tiro al blanco. Fueron declaradas como Patrimonio de la Humanidad por la Unesco en el año 1987. 
La cueva principal, también conocida como cueva 1, es una de las siete cuevas excavadas en la roca de la isla Elefanta. El mandapa de la cueva principal presenta nueve paneles en bajorrelieve exquisitamente tallados, cada uno tan alto como la cueva, que muestra diferentes aspectos de la naturaleza de Shiva, rodeado por varias figuras y deidades. Explora un modelo 3D narrado de la cueva en línea.